# یک تعویض مقدس
یک تعویض مقدس (به انگلیسی: A Saintly Switch) فیلمی تلویزیونی محصول سال ۱۹۹۹ و به کارگردانی پیتر باگدانوویچ است. در این فیلم بازیگرانی همچون دیوید آلن گرایر، ویویکا ای فاکس، ال وکسمن، اسکات کامبربچ، شادیه سیمونز، رو مک‌کلاناهان، فرانک ولکر، مارک لوتز و آرنولد پینوک ایفای نقش کرده‌اند.